# Bonner Wingolf
Der Bonner Wingolf ist eine christliche, überkonfessionelle Studentenverbindung. Wie alle Wingolfsverbindungen lehnt der Bonner Wingolf Duell und Mensur ab. Er wurde am 19. Dezember 1841 an der Rheinischen Friedrich-Wilhelms-Universität Bonn gegründet. Er gilt damit als die älteste Wingolfsverbindung. Vorläufer war eine Theologenvereinigung, deren Anfänge bis in die 1820er Jahre reichen. Die Verbindung nahm den Wahlspruch „Fromm, Frisch, Froh, Frei“ in Anlehnung an Turnvater Jahn und dessen Turnerbewegung an. Er trug als erster die Farben schwarz-weiß-gold, die später zu den Bundesfarben des Wingolfsbundes wurden, deren Gründungsmitglied er ist.

## Geschichte

### Von der Gründung bis zur Auflösung im Sommersemester 1849
Gegen Ende der 1820er Jahre entstand in Bonn zunächst eine Vereinigung von Studenten, weit überwiegend Theologen, die sich einig waren in der Verwerfung des Duells. Der regelmäßige Treffpunkt wurde Theologenkneipe genannt, was sich auf den Verein übertrug. Wohl prominentestes Mitglied war Gottfried Kinkel.
Ende der 1830er Jahre spaltete sich die Theologenkneipe in eine ältere und eine jüngere Theologenkneipe. Während Erstere bald einging, prosperierte Letztere.

Die Stifter des Bonner Wingolf Engelbert und Reinhardt auf dem 65. Stiftungsfest 1906

Der Verein hatte regen Austausch mit verwandten Vereinen in Jena und Halle.
Im Wintersemester 1841/42 entstand aus dieser Vereinigung eine Verbindung, die sich ab dem 30. November 1841 Wingolf nannte. Die förmliche Gründung erfolgte am 19. Dezember 1841. Als Erkennungszeichen trug die Verbindung zunächst einzig ein schwarzes Barett. Die Stifter waren Christian Bickenbach (Theologe), Otto Ludolf Brockhaus, Richard Engelbert, Ernst Jungk, Otto Reinhardt, Albrecht Schöler, Clamor Topp und Karl Friedrich Zickwolf. Engelhardt und Topp hatten zuvor wesentlichen Anteil an der Gründung eines gleichgerichteten Vereins in Halle. Am ersten offiziellen Vereinsabend am 7. Januar 1842 wurden weiter Willibald Beyschlag und Friedrich Wilhelm Becker aufgenommen. Zahlreiche weitere Mitglieder der Theologenkneipe, darunter auch Gustav Wurm sowie Mitglieder des gleichgerichteten Vereins in Halle, traten der neuen Verbindung in den folgenden Semestern bei. Schoeler, Wolters, Beyschlag und Wurm gehörten zudem dem von Johanna und Gottfried Kinkel gegründeten Maikäferbund an.

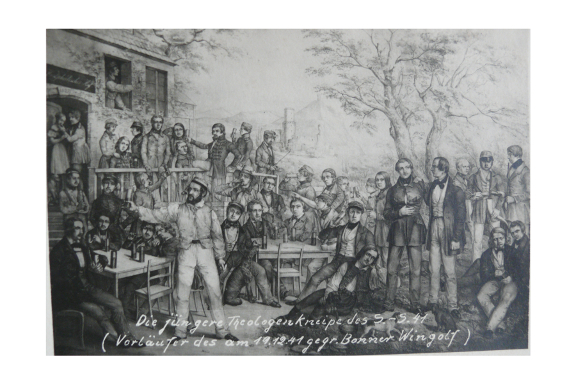
Die „jüngere Theologenkneipe“ im SS 1841

Die Verbindung verwarf das Duell und stellte sich unter die Prinzipien Sittlichkeit, Wissenschaftlichkeit und Geselligkeit. Schoeler zählte zu den Prinzipien auch ausdrücklich Religiosität. Nur wer die Duellverwerfung für sich persönlich als verbindlich anerkannte, konnte Vollmitglied der Verbindung werden. Als Zweck ihrer Vereinigung stellten sie das Bestreben auf, ein studentisches Gemeinschaftsleben zu führen, das auf einem religiösen Grunde beruhe. Dies gerade sollte das unterscheidende Merkmal sein, aber Religiosität fasste man nicht in speziell christlichem Sinne auf, sondern in einem mehr praktischen, als Sittlichkeit, die von religiöser Gesinnung getragen wird. Daneben wurde gefordert, dass man für alles Hohe und Schöne den Sinn offen habe und es zum Gegenstand seiner Liebe und seines Studiums mache. Zu den wöchentlichen Vereinsabenden und Kneipen, kamen Semestereröffnungs- und Schlusskommerse sowie jeweils ein Erbauungskränzchen (Andacht) und im Winter das groß begangene Stiftungsfest.
Dabei verstand sich die Verbindung von Anbeginn nicht als konfessionell gebunden. Im Sommersemester 1843 war annähernd ein Viertel der Mitglieder nicht evangelischen Glaubens. Es wird die Neuaufnahme vieler Katholiken vermerkt. Auch katholische Theologen waren unter den Mitgliedern. Darunter befand sich auch der spätere bekannte Altkatholik und Bürgermeister von Boppard Joseph Syrée.
Schon weil an der damaligen evangelischen Fakultät in Bonn fast die Hälfte der Studenten aus dem Ausland kam, hatte die Verbindung von Anbeginn zahlreiche Ausländer in ihren Reihen, darunter u. a. Engländer, ein Franzose, Finnen und Schweizer.
Auch pflegte man freundschaftliche Beziehungen zu der als gleichberechtigt anerkannten Concordia Utrecht.
Bereits zum Ende des Sommersemesters 1842 verließen mehrere Mitglieder Bonn in Richtung Berlin. Die Verbindung beschloss deshalb in Berlin eine Filialverbindung zu gründen. Damit von Anbeginn eine gewisse Leitung vorhanden war, wurde Zickwolf zum Sprecher bestimmt, der auch am 9. Februar 1843 die Gründung des Berliner Ablegers am 28. Januar 1843 nach Bonn meldete. Dabei handelte es sich jedoch nur um einen Vorläufer des späteren Berliner Wingolf, dessen Gründung erst am 11. August 1843, nunmehr bereits unter Leitung des ebenfalls zur Bonner Verbindung gehörenden, Gräbers erfolgte.
Am 5. Juli 1844 spaltete sich der Hallenser Verein. Die wingolfitische Richtung wurde von dem auch zur Bonner und Berliner Verbindung gehörenden Rohde angeführt, der 1. Sprecher wurde. Die Germania pflegte im Weiteren nur noch zu diesem Verein, der sich ab dem 20. Dezember 1844 Wingolf nannte, Beziehungen.
Im Verlauf des Sommersemesters 1844 benannte sich die Verbindung in Germania um. Laut Grashof, lag der Grund darin, dass man sich an dem männlichen Genus des Namens Wingolf gerieben habe. Schoeler meint, dass der Name Germania für die Öffentlichkeit schlicht geläufiger gewesen sei. Einig sind sich beide darin, dass ein Richtungswechsel damit nicht verbunden gewesen sei.
Als sich vom 27. bis 31. Mai 1844 die Verbindungen aus Berlin, Halle und Erlangen (Uttenruthia) in Schleiz trafen, um einen näheren Zusammenschluss zu vereinbaren, war auch der Bonner Wingolf eingeladen. Weshalb er nicht erschien, verliert sich im Dunkel der Geschichte. Waitz behauptet unter Bezugnahme auf Luthardt, ihm sei die persönliche Zusammenkunft mit anderen Vereinen verboten gewesen. Diese Behauptung scheint jedoch zweifelhaft, weil an anderer Stelle berichtet wird, dass Vertreter nach Erlangen entsandt wurden und der Uttenruthia als Geschenk ein Gedenkbuch mit dem Titel überreichten: „Die Wingolfiter in Bonn ihren Brüdern in Erlangen zur Feier des 100. Universitätsjubiläums im August 1843“. Als widerlegt kann inzwischen die weitere Behauptung gelten, die Einladung an Bonn sei dort nicht eingetroffen (So immer wieder in den Geschichtstabellen der Mitgliederverzeichnisse des Wingolfsbundes „Vademecum Wingolfiticum“ abgedruckt. Der Brief befindet sich im Archiv des Bonner Wingolf.) Die Verbindung akzeptierte die Beschlüsse aus Schleiz und erklärte, dass Mitglieder aus den Bruderverbindungen „per se“ aufgenommen seien. Sie wird deshalb zu den Gründungsverbindungen des Wingolfsbundes gerechnet.
Später jedoch trübte sich das Verhältnis zu Erlangen und Halle zunehmend. Rege Kontakte und Mitgliederaustausch bestanden jedoch weiterhin mit Berlin.
Im Jahre 1845 legt die Verbindung als erste die Farben schwarz-weiß-gold an, was später durch Berlin und Halle, 1850 auch durch den aus der Erlanger Uttenruthia entstandenen Erlanger Wingolf übernommen wurde. Heute tragen 22 der 35 aktiven Wingolfsverbindungen diese Farben.

Couleurkarte des Bonner Wingolf von 1905

Vor Ort setzte sich die Verbindung weiterhin entschieden für die allgemeine Verwerfung des Duells ein, bildete schließlich mit allen übrigen Korporationen außer den Corps die „Allgemeinheit“ und gründete schließlich am 21. Dezember 1846 mit den burschenschaftlichen Verbindungen Fridericia und Franconia den sog. AC, der jedoch nur bis 30. April 1847 bestand. Offensichtlich in Zusammenhang mit diesem Zusammenschluss, in dessen Gründungserklärung auch die Germania als „burschenschaftliche Verbindung“ bezeichnet wird, schließt dann Waitz, die Germania sei zur Burschenschaft mutiert. Wesentliches Ziel dieser Vereinbarung war jedoch die Schaffung einer gemeinsamen Ehrengerichtsbarkeit und eine allgemeine Zusammenarbeit in studentischen Angelegenheiten. Darüber hinausgehend grenzte sich die Germania von den Burschenschaften deutlich ab. Konrad Duden schreibt in der Historiographie für das Jahr 1846: „Die selben Prinzipien betrachten auch die burschenschaftlichen Verbindungen als ihre Fundamente. Aber während sie ihre Prinzipien nur als Träger und Bildner der einzelnen Persönlichkeit in der Verbindung zum trefflichen freien Staatsbürger fassten, ergriffen die Gründer unserer Verbindung jene drei Prinzipien von dem wesentlich christlichen Standpunkte aus. Sie wollten diese drei Kategorien mit dem allgemein-christlichen Geist erfasst wissen. Nicht in der Bildung zum freien und freisinnigen Staatsbürger allein wollte der Verein seinen Zweck abgrenzen, sondern er wollte – um seinen idealen Zweck hier zusammenzufassen – in gemeinsamen Streben an seinem Teile mit dahin wirken, die Persönlichkeit zum einheitlichen, freien, Lebensgebiet der wahren Humanität zu führen: und diese dünkt ihm wieder nichts anderes als die Freiheit in Christo. Das religiöse Prinzip also, insofern die allgemeine beseelende Liebe nicht Dogma ist (denn es galt ja hier keine kirchliche Verbindung nach Konvikel zu bilden) sollte das jene drei Kategorien tragende und befruchtende sein...“.
Mit dem Jahr 1846 beginnt dann der Niedergang der Germania, die zwar noch bis zum Sommersemester 1849 existierte, aber an Schlagkraft offensichtlich stark nachgelassen hatte. Die Berichte im Bundesbuch über diese Zeit wurden später nachgetragen und sind wenig aufschlussreich. Von den revolutionären Wirren wird berichtet, nicht hingegen, dass man sich in irgendeiner Form daran beteiligt hätte. Nachdem fast alle Mitglieder nach dem Sommersemester 1849 Bonn verlassen wollten, löste man die Verbindung auf, beschloss jedoch sich im Jahre 1853 wieder zu treffen. Dieses Treffen fand auch statt. Man beschloss den Versuch zu unternehmen, die Germania wieder zu gründen.

### Die Wiedergründung von 1856 bis heute
Ab dem Jahre 1854 fanden sich in Bonn Mitglieder der Bruderverbindungen ein, die bestrebt waren, dort wieder einen Wingolf zu gründen. Inwieweit in dieser Zeit mit den Mitgliedern des „alten Vereins“ bereits Kontakte bestanden haben, ist nicht bekannt. Zur eigentlichen Gründung einer Wingolfsverbindung kam es erst im Jahre 1856, wesentlich getragen durch Mitglieder – des Hallenser Wingolf. Diese betrachteten die von ihnen gegründete Verbindung, jedenfalls zunächst – als Neugründung, übernahmen aber von ihrem Vorläufer die Wingolfsfarben und den Wahlspruch. Auch bemühte man sich bereits im Jahre 1858 die Fahne und weitere Verbindungsgegenstände der Germania, die beim Bahnhofsinspektor aufgefunden worden waren, zu erwerben.
Im Jahre 1859 dann schreibt Schoeler (Sprecher vom Wintersemester 1842/43 bis Wintersemester 1843/44) an die Verbindung, dass sie sich ihrer Vorgeschichte bewusst werden möge. Spätestens ab den 60er Jahren dann treten die Mitglieder des sog. „alten Vereins“ in Scharen dem Bonner Wingolf von 1856 bei. Bungeroth (Präses der Theologenkneipe im Sommersemester 1841) begründet seinen Beitritt im Jahre 1867: „Ich trete dem Wingolf bei, da ich mit der Hand auf dem Herzen versichern kann, dass das, was jetzt aus diesem Anfang geworden ist, damals uns Gründern vor der Seele geschwebt hat.“
Grashoff (Sprecher im Wintersemester 1844/45 und 45/46) schreibt: „daß ich auf Grund des im August vorigen Jahres gepflogenen Verkehrs den jetzigen Bonner Wingolf meinerseits gern und durchaus als den legitimen Nachfolger der dortigen Germania (Wingolf) anerkenne (deren Mitglied ich seit 1842 bis 1846 war).“ Römer (Sprecher im Sommersemester 1845, Sommersemester 1846 und Wintersemester 1846/47) schreibt: „ich glaube (nämlich bei seiner Anwesenheit in Bonn) die Ueberzeugung gewonnen zu haben, dass Sie in gleicher Weise, wie wir, die sittliche Geselligkeit auf christlichem Boden mit freudigem Ernste hegen und tragen.“
Der Bonner Wingolf feierte noch bis in das Jahr 1891 das Jahr 1856 als Gründungsdatum. Erst als u. a. die Söhne Engelberts (Sprecher im Sommersemester 1842) und Schoelers sich entschieden für eine Rückdatierung einsetzen, stimmt der Bonner Altherrenconvent schließlich dieser zu. Wilhelm Stammer, der 1845 der Germania beigetreten war, begründete seine Unterstützung für die Rückdatierung unter anderem damit, dass der Bonner Wingolf bereits bei der Feier anlässlich des (Universitäts-)Jubiläums 1868 erklärt habe, dass er sich als Fortsetzung der Germania betrachte. Allerdings beschloss man aus Kostengründen auf ein großes Stiftungsfest zu verzichten. Dieses holte man dann zum 60. Stiftungsfest im Jahre 1901 nach. Keller berichtet, dass Engelbert die Ernste Feier (Andacht) hielt, Reinhardt (1. gewählter Sprecher bei der Gründung 1841) die Festrede auf dem Kommers und beide anschließend mit einem der alten Barette einen Landesvater stachen.
Im Jahre 1893/94 erwarb die Verbindung ihr erstes Verbindungshaus im Bonner Talweg 47, das im Jahre 1930 durch ein wesentlich größeres Haus in der Koblenzer Straße 104, der heutigen Adenauerallee, ersetzt wurde.

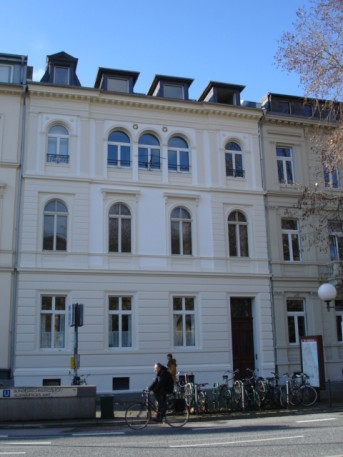
Wingolfshaus Adenauerallee 104, 2008
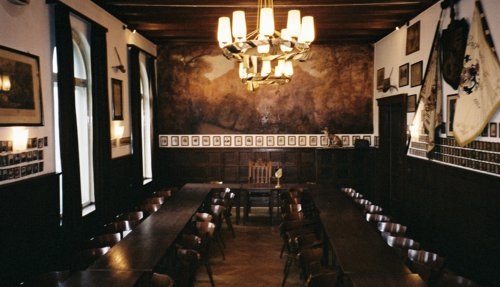
Kneipsaal des Bonner Wingolf
Couleurkarte vom ersten Bonner Wingolfshaus am Talweg 47

Am 23. Februar 1936 löste sich die Verbindung auf Druck der Nationalsozialisten auf. Das Haus gelangte in den Besitz der Universität. Die Wiedergründung erfolgte am 20. Dezember 1948. Die offizielle Wiedereröffnung des Hauses in der Koblenzer Straße erfolgte am 20. Dezember 1959.
Die Verbindung stellte mehrfach, zuletzt von 1991 bis 1993 den Vorort des Wingolfsbundes und war maßgeblich 1991 an der Wiedergründung der sog. Diezer Konvention mit dem Gießener und Marburger Wingolf beteiligt, die sich das Ziel gesetzt hatte, den Wingolfsgedanken zu erneuern. Bereits kurze Zeit später erreichte man, dass der Wingolfsbund von den Mitgliedern seiner Verbindungen wieder verlangt, dass sie sich zu Jesus Christus als ihrem Herrn bekennen.

## Bekannte Mitglieder

Richard Engelbert als Kandidat nach einer Zeichnung von Georg Bleibtreu
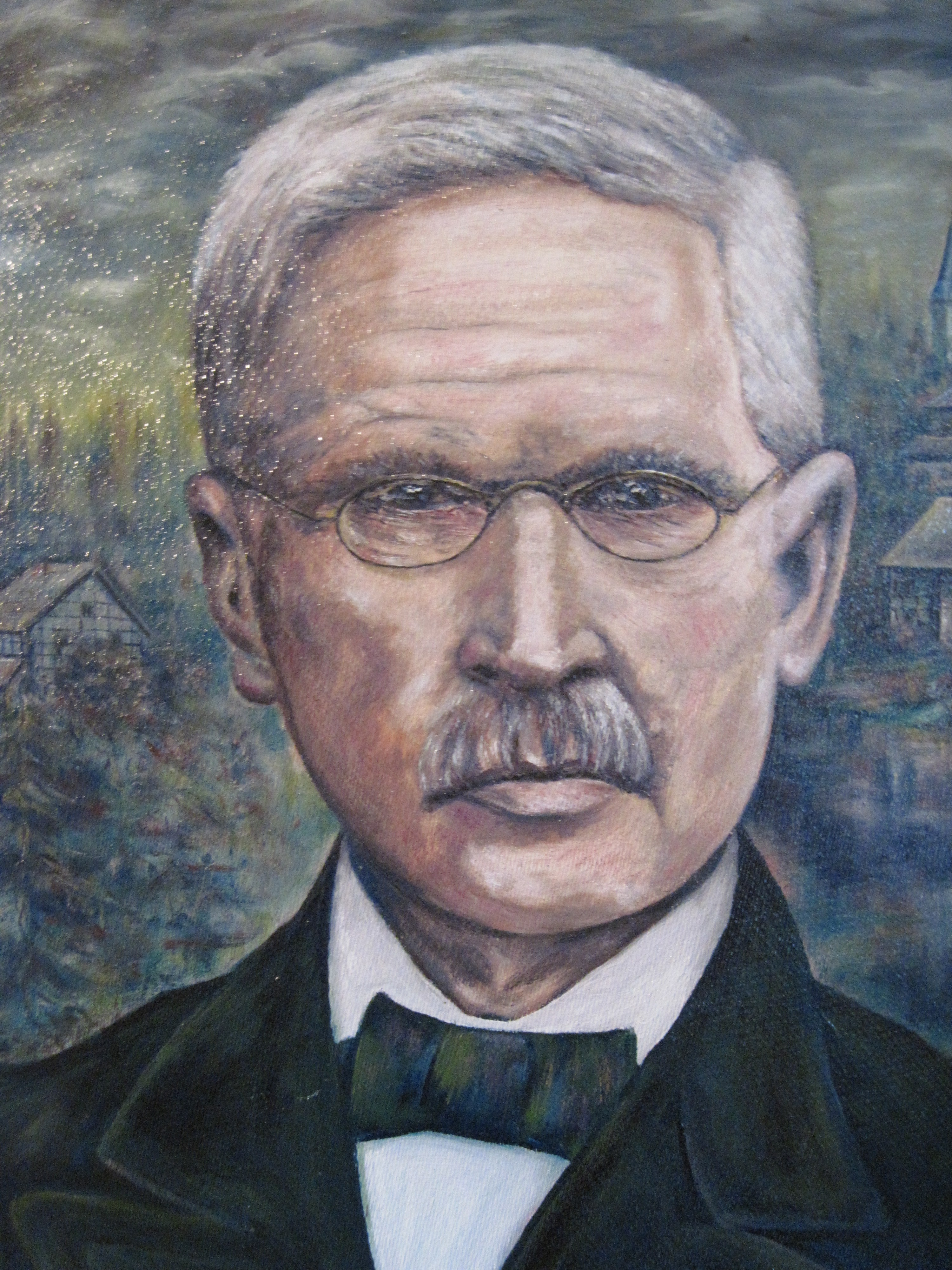
Friedrich Wilhelm Raiffeisen
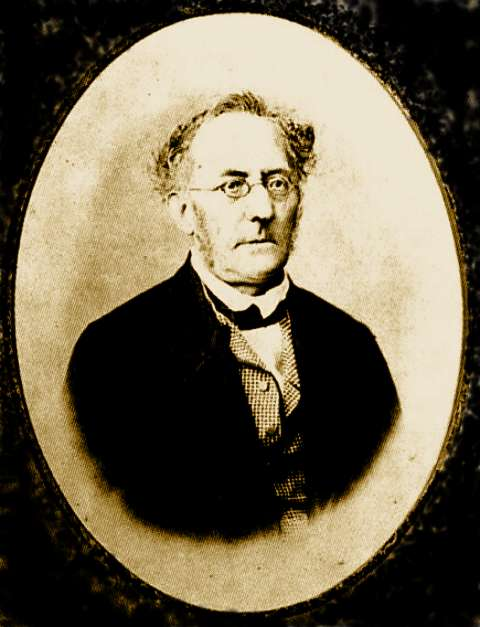
Albrecht Ritschl
Adolf Krummacher
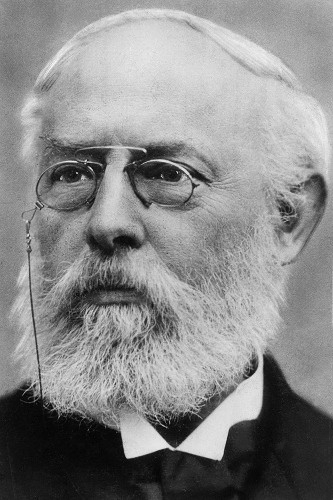
Konrad Duden
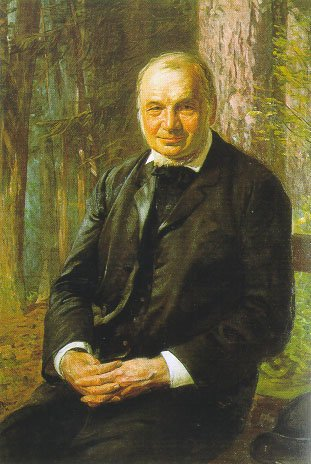
Friedrich von Bodelschwingh d. Ä.
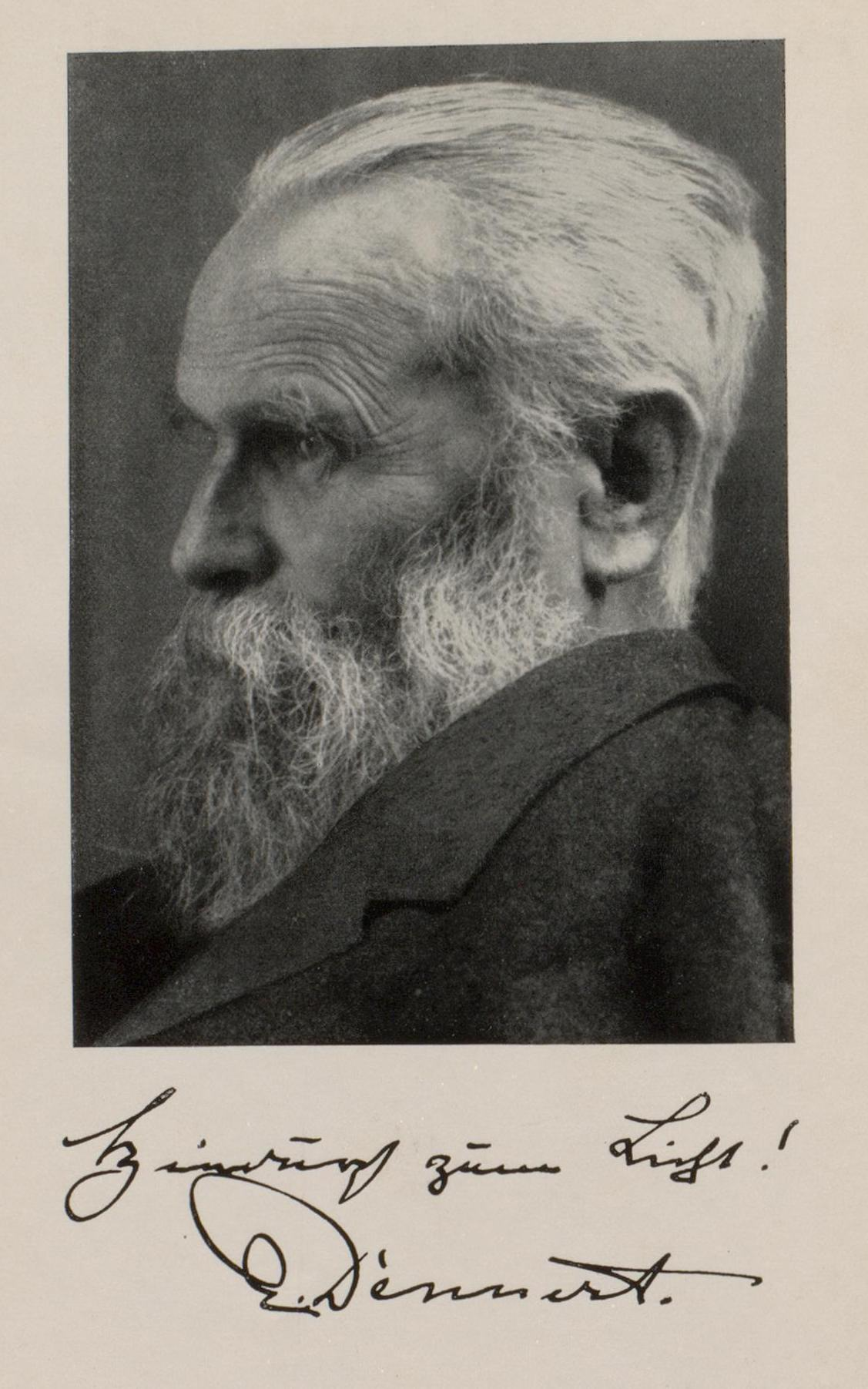
Eberhard Dennert
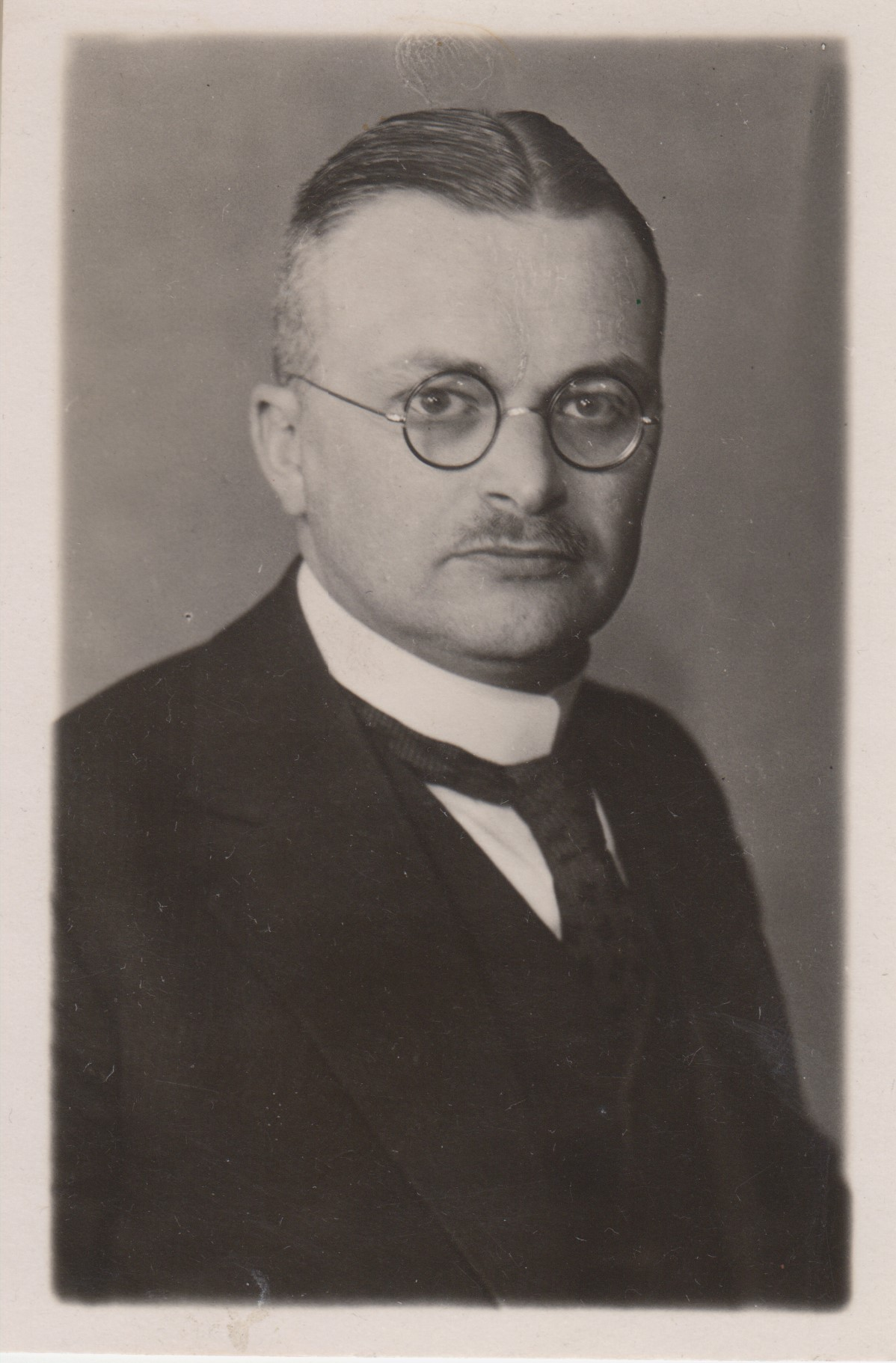
Wilhelm Philipps d. J.

- Karl Sell (1810–1879), Rechtswissenschafter, Rektor der Universität Bonn (Ehrenmitglied)
- Johann Jakob Oeri (1817–1897), schweizerischer reformierter Theologe und Präsident des Pfarrkonventes von Baselbiet
- Heinrich Wilhelm Blasius (1818–1899), deutsch-amerikanischer Meteorologe
- Ferdinand Anton Heyne (1818–1906), Arzt, Ehrenbürger von Beckum
- Abraham Stein (1818–1884), Rabbiner an der Maisel-Synagoge in Prag
- Hermann Stadtmann (1818–1864), schweizerischer Politiker und Unternehmer
- Friedrich Wilhelm Raiffeisen (1818–1888), Sozialreformer, Mitbegründer der genossenschaftlichen Bewegung
- Albrecht Schöler (1819–1863), evangelischer Theologe und Vorkämpfer der inneren Mission im Rheinland
- Diethelm Georg Finsler (1819–1899), reformierter Theologe und letzter Antistes der Zürcher Kirche
- Richard Engelbert (1820–1910) evangelischer Theologe und Leiter der Pastoralgehülfen- und Diakonenanstalt Duisburg.
- Gustav Leopold Friedrich Ilse (1821–1906), evangelischer Pfarrer, Pädagoge und Ehrenbürger von Saarbrücken
- Heinrich Durège (1821–1893), deutscher Mathematiker
- Julius Baedeker (1821–1898), deutscher Verleger, Buchhändler, Redakteur und Stadtrat in Essen
- Gustav Stierlin (1821–1907), Schweizer Mediziner und Entomologe
- Wilhelm Ludwig Krafft (1821–1897), evangelischer Theologe und Universitätsprofessor (Ehrenphilister)
- Albrecht Ritschl (1822–1889), evangelischer Theologe und Universitätsprofessor
- Albrecht Wolters (1822–1878), evangelischer Theologe, Universitätsprofessor
- Friedrich Christian Kirchhoff (1822–1894), deutscher Autor und evangelischer Theologe
- Albert Bernays (1823–1892), englischer Lebensmittelchemiker
- Willibald Beyschlag (1823–1900), evangelischer Theologe und Universitätsprofessor
- Abraham Roth (1823–1880), Schweizer Journalist und Schriftsteller
- Otto von Heinemann (1824–1904), Historiker und Bibliothekar
- Karl von Oven (1824–1907), Landrat der Landkreise Schlochau und Duderstadt
- Adolf Krummacher (1824–1884), evangelischer Theologe und Kirchenlieddichter
- Joseph Syrée (1825–1897), Jurist, Bürgermeister von Boppard und Mitbegründer der altkatholischen Kirche
- Franz Grashof (1826–1893), Professor für theoretische Maschinenlehre an der Universität Karlsruhe, Mitbegründer des VDI
- Karl Stammer (1828–1893), Luxemburger Chemiker
- Carl Philipp Euler (1828–1901), deutscher Turnpädagoge und Schriftsteller
- Konrad Duden (1829–1911), Begründer des „Rechtschreibdudens“
- Friedrich von Bodelschwingh der Ältere (1831–1910), evangelischer Theologe, Gründer der Betheler Anstalten
- Theodor Christlieb (1833–1889), evangelischer Theologe, Professor für praktische Theologie an der Universität Bonn
- Anton Birlinger (1834–1891), katholischer Priester und Germanist, Mitbegründer der altkatholischen Kirche
- Hermann von der Goltz (1835–1906), evangelischer Theologe, Vizepräsident des Evangelischen Oberkirchenrates
- Theodor von der Goltz (1836–1905), Direktor der Landwirtschaftlichen Akademie Bonn-Poppelsdorf, Professor für Landwirtschaft und Agrarpolitik
- Theodor Weber (1836–1906), zweiter Bischof der Alt-Katholischen Kirche in Deutschland
- Otto Funcke (1836–1910), evangelischer Pastor und einer der erfolgreichsten christlichen Volkserzähler des 19. Jahrhunderts
- Adolf Fauth (1836–1912), deutscher Pfarrer, Homöopath und Heimatautor
- Anton Emil Friedrich Sieffert (1843–1911), reformierter Theologe und Hochschullehrer
- Heinrich Rocholl (1845–1929), lutherischer Militärpfarrer und Konsistorialrat
- Ludwig Lemme (1847–1927), evangelischer Theologe und Professor für Systematische Theologie (Ehrenphilister)
- Carl Thönes (1847–1895), evangelischer Theologe, Autor und Redakteur der Theologischen Literaturzeitung
- Wilhelm Kahl (1849–1932), Professor für Strafrecht, Mitglied der Nationalliberalen Partei, Mitbegründer und Ehrenvorsitzender der DVP
- Ferdinand Kattenbusch (1851–1935), evangelischer Theologe und Professor für Systematische Theologie
- Johannes Burckhardt (1853–1914), evangelischer Pfarrer und Gründer der ersten evangelischen Bahnhofsmission in Deutschland
- Hugo Reich (1854–1935), evangelischer Theologe, Leiter des Diakonissenmutterhauses in Sobernheim und Bad Kreuznach
- Johannes Spiecker (1856–1920), evangelischer Theologe und Missionar
- Gottfried Kögel (1858–1918), Verwaltungsjurist und Schriftsteller
- Wilhelm Philipps d. Ä. (1859–1933), evangelischer Theologe und Politiker (CSP, DNVP)
- Immanuel Heyn (1859–1918), evangelischer Geistlicher und Politiker (FVP)
- Ernst Lohmann (1860–1936), evangelischer Geistlicher und Gründer des Deutschen Hilfsbunds für christliches Liebeswerk im Orient sowie des Missionshauses Malche
- Wilhelm Zoellner (1860–1937), lutherischer Theologe, 1933 bis 1937 Vorsitzender des Reichskirchenausschusses
- Eberhard Dennert (1861–1942), Naturforscher, Philosoph, Oberlehrer sowie Begründer und Leiter des Keplerbundes
- Paul Theodor Kind (1861–1898), Schweizer reformierter Geistlicher
- Arnold Meyer (1861–1934), deutscher Theologe, Rektor der Universität Zürich
- Julius Nase (1861–1946), evangelischer Pfarrer und Wittgensteiner Lokalhistoriker
- Karl Gladischefski (1862–1938), reformierter Theologe, Politiker (DDP)
- Georg Moog (1863–1934), vierter Bischof der Alt-Katholischen Kirche in Deutschland
- Friedrich Langewiesche (1867–1958), deutscher Pädagoge und Forscher
- Emil Pfennigsdorf (1868–1952), evangelischer Theologe und Professor für Praktische Theologie
- Johannes Warns (1874–1937), evangelischer Theologe, Bibelschullehrer und Leiter der Bibelschule Wiedenest
- Fritz von Bodelschwingh (1877–1946), evangelischer Theologe, Leiter der Betheler Anstalten, kurzzeitig Reichsbischof
- Wilhelm Goeters (1878–1953), reformierter Theologe, Professor für Kirchengeschichte
- Johannes Hymmen (1878–1951), evangelischer Pfarrer und Vizepräsident des Evangelischen Oberkirchenrats der Altpreußischen Union.
- Bernhard Bavink (1879–1947), Naturwissenschaftler und Philosoph
- Heinrich Kolfhaus (1879–1956), evangelischer Pfarrer und Ehrenbürger von Godesberg
- Rudolf Harney (1880–1965), evangelischer Theologe, Mitglied der Bekennenden Kirche, 1946 bis 1948 Oberkirchenrat und stellvertretender Präses der Rheinischen Kirche
- Paul Ohlig (1881–1956), evangelischer Pfarrer in Schwerte, Lokalhistoriker, Mitglied der Bekennenden Kirche
- Hans Emil Weber (1882–1950), evangelischer Theologe, Professor für Systematische Theologie und Neues Testament (Ehrenphilister)
- Hermann Schafft (1883–1959), Herausgeber der Zeitschrift Neuwerk, Religiöser Sozialist, Gegner des Nationalsozialismus
- Eduard Sachsse (1885–1930), evangelischer Theologe und Alttestamentler
- Ernst Kunsemüller (1885–1918), Dirigent, Pianist und Komponist
- Otto Ohl (1886–1973), evangelischer Theologe, Vizepräsident des Zentralausschusses für Innere Mission, Vorsitzender der Diakonischen Konferenz
- Wilhelm Kaspers (1890–1961), Ortsnamenforscher
- Carl Gunther Schweitzer (1889–1965), lutherischer Theologe, Gründer der Apologetischen Centrale
- Wilhelm Philipps d. J. (1891–1982), evangelischer Theologe und Direktor der Berliner Inneren Mission
- Wilhelm Unverzagt (1892–1971), Prähistoriker
- Helmuth Schreiner (1893–1962), lutherischer Theologe, Professor für Praktische Theologie
- Karl Pawlowski (1898–1964), evangelischer Theologe, Diakonischer Unternehmer, Gründer des evangelischen Johanneswerkes
- Johann Friedrich Gerhard Goeters (1926–1996), reformierter Theologe und Kirchenhistoriker
- Friedrich Lohmann (1929–2009), Vorsitzender Richter am BGH
- Siegfried Meurer (1931–2001), evangelischer Theologe, Verleger und langjähriger Generalsekretär der Deutschen Bibelgesellschaft
- Ernst August Wilhelm Blanke (1932–2022), ehemaliger Ministerialdirigent im Bundesministerium für Bildung und Wissenschaft
- Wolfgang Kahrs (* 1933), Politiker (SPD), ehemaliger Justizsenator in Bremen
- Dieter Haak (1938–2012), Politiker (SPD), ehemaliger Minister für Bundesratsangelegenheiten, Justizminister in Nordrhein-Westfalen
- Dieter Hackler (* 1953), evangelischer Theologe, Politiker (CDU), 1996 bis 2006 Bundesbeauftragter für Zivildienst
- Frank-Lothar Kroll (* 1959), Professor für Europäische Geschichte des 19. und 20. Jahrhunderts an der Technischen Universität Chemnitz
- Daniel Friedrich Sturm (* 1973), Journalist